# JR貨物UT18C形コンテナ

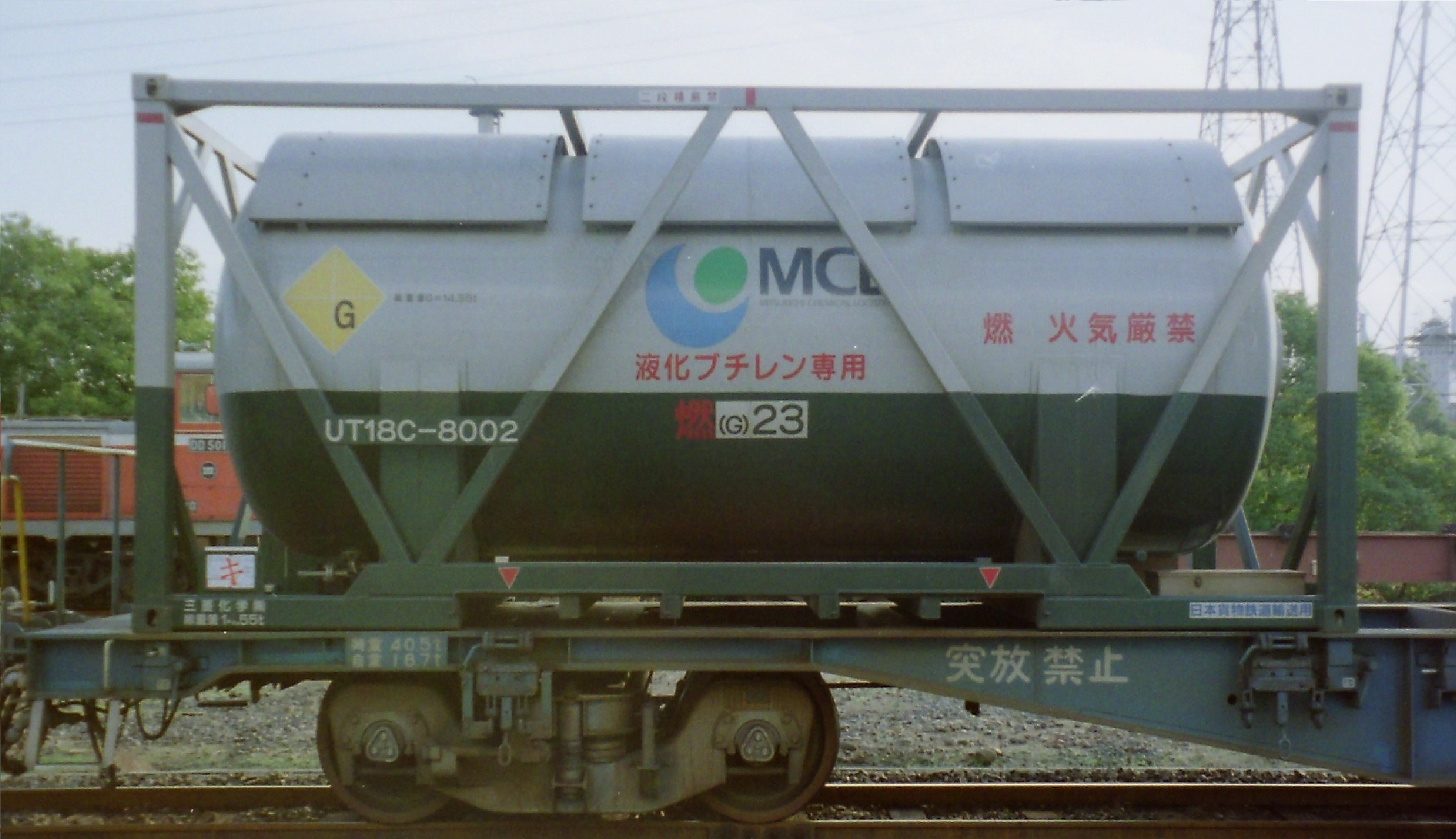
三菱化学物流所有へ改名した、UT18C-8002。東水島駅にて、1997年12月11日撮影。

UT18C形コンテナ（UT18Cがたコンテナ）は、日本貨物鉄道（JR貨物）輸送用として籍を編入している、20 ft形の私有コンテナ（タンクコンテナ）である。

## 概要
本形式の数字部位 「 18 」は、コンテナの容積を元に決定される。このコンテナ容積18 ㎥の算出は、厳密には端数を四捨五入計算の為に、内容積が17.5 - 18.4 ㎥の間に属するコンテナが対象となる。また形式末尾のアルファベット一桁部位 「 C 」は、コンテナの使用用途（主たる目的）が 「 危険品の輸送 」を表す記号として付与されている。

## 特記事項
20ftコンテナでは初の高圧ガス用として、1990年度より製造された。またガス圧上昇防止用に遮熱板（いわゆる、「キセ」と呼ばれる金属製の日除けカバー）で、タンクの上部が覆われている。なお固体により2 - 3枚に分割または、全面一体型などのスタイルがある。
またガスタンクコンテナの共通特長として、片妻壁側のタンク球体面中央部位には、16個前後のボルトで止められたマンホール（タンク内の点検口）蓋が必ず設置されている。

## 番台・番号別概説

### 8000番台
8001 ・ 8002【2個】
菱成産業所有。20 ft、ガスタンクコンテナ。積荷は液化ブチレン（化成品表記＝燃G23）専用。総重量14.55t。規格外ハローマーク(G=総重量)付き。日本車両にて、1990年11月製造。タンク保護枠付き四角形外観。積荷積載時の2段積禁止。
　　↓
三菱ケミカル物流（MCLC）所有、三菱化学借受。ほかは変更無し。
8003

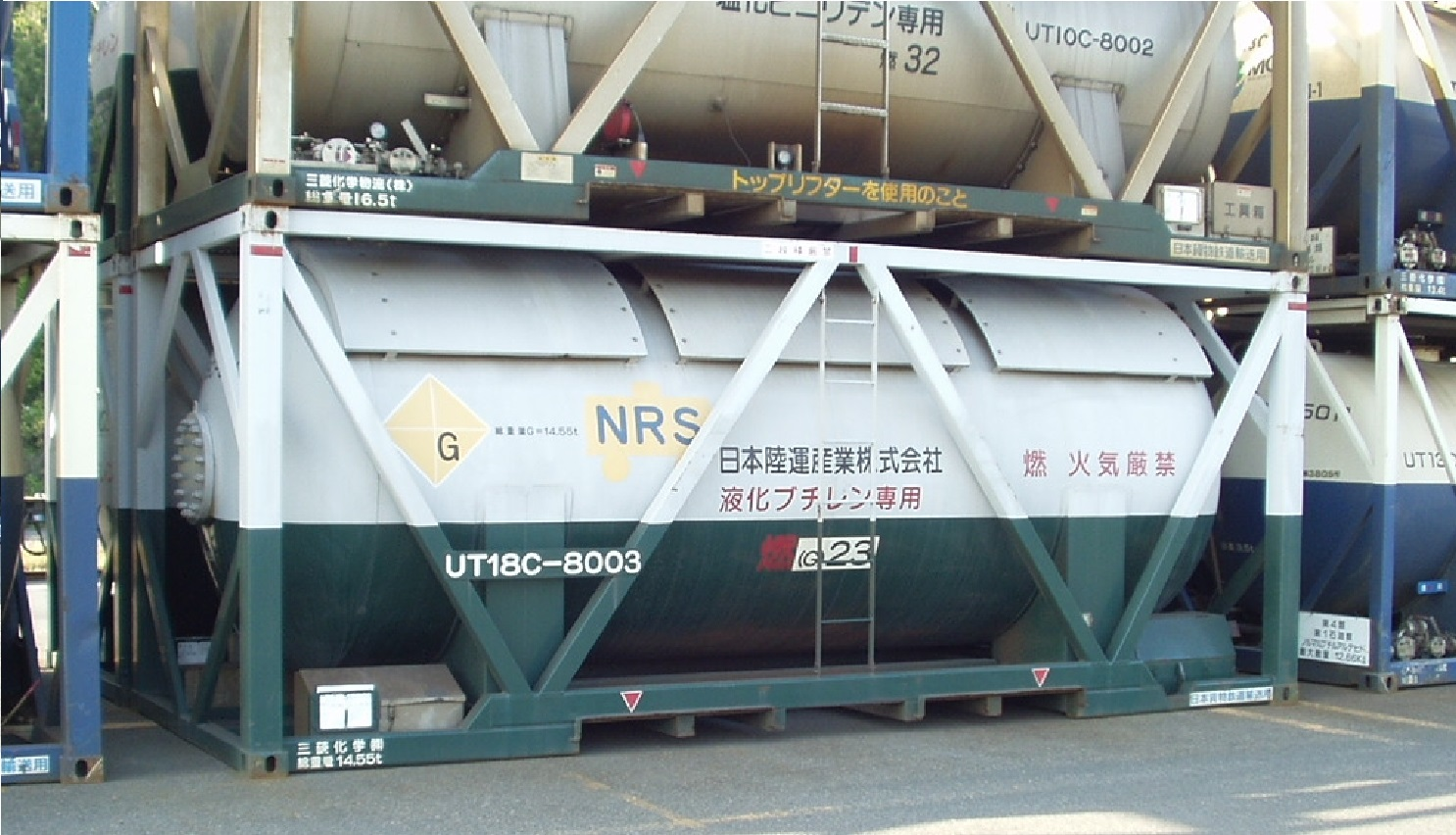
UT18C-8003 東水島駅にて、2003年5月3日撮影。

日本陸運産業（NRS）所有、三菱化学借受。20ft、ガスタンクコンテナ。積荷は液化ブチレン（化成品表記＝燃G23）専用。総重量14.55t。ハローマーク(G=総重量)付き。日本車両にて、1990年11月製造。タンク保護枠付き四角形外観。積荷積載時の2段積禁止。
8004
三菱ケミカル物流所有。20ft、ガスタンクコンテナ。積荷は液化ブチレン（化成品表記＝燃G23）専用。総重量14.5t。ハローマーク(G=総重量)付き。日本車両にて、1998年製造。タンク保護枠付き四角形外観。積荷積載時の2段積禁止。
8005 - 8007【3個】

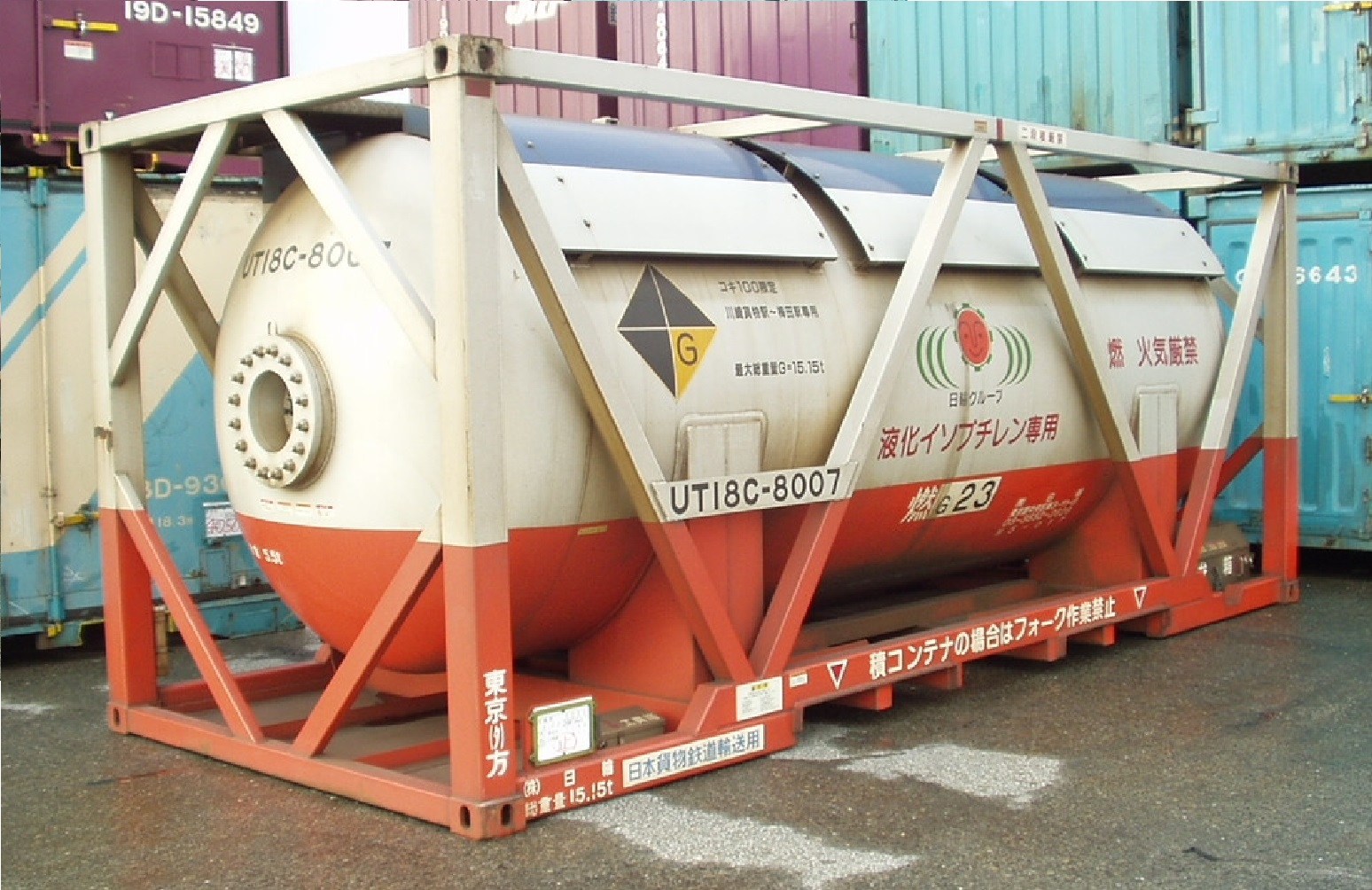
UT18C-8007 大阪貨物ターミナルにて、2004年3月20日撮影。

日輪所有。20ft、ガスタンクコンテナ。積荷は液化イソブチレン（化成品表記＝燃G23）専用。総重量15.15t。ハローマーク(G=総重量)付き。1998年 - 1999年製造。タンク保護枠付き四角形外観。積荷積載時の2段積禁止。
※総重量15t超の重量級コンテナのために荷役の安全上、両側面下部のフォークポケット部位には『積コンテナの場合はフォーク作業禁止』の表記がある。
8008
長太所有。20ft、ガスタンクコンテナ。積荷は液化イソブチレン（化成品表記＝燃G23）専用。総重量15.6t。ハローマーク(G=総重量)付き。タンク保護枠付き四角形外観。積荷積載時の2段積禁止。
※総重量15t超の重量級コンテナのために荷役の安全上、両側面下部のフォークポケットがない。このために、積コン・空コンを問わず全てのコンテナ荷役では、トップリフターでの取り扱いとなる。
8009

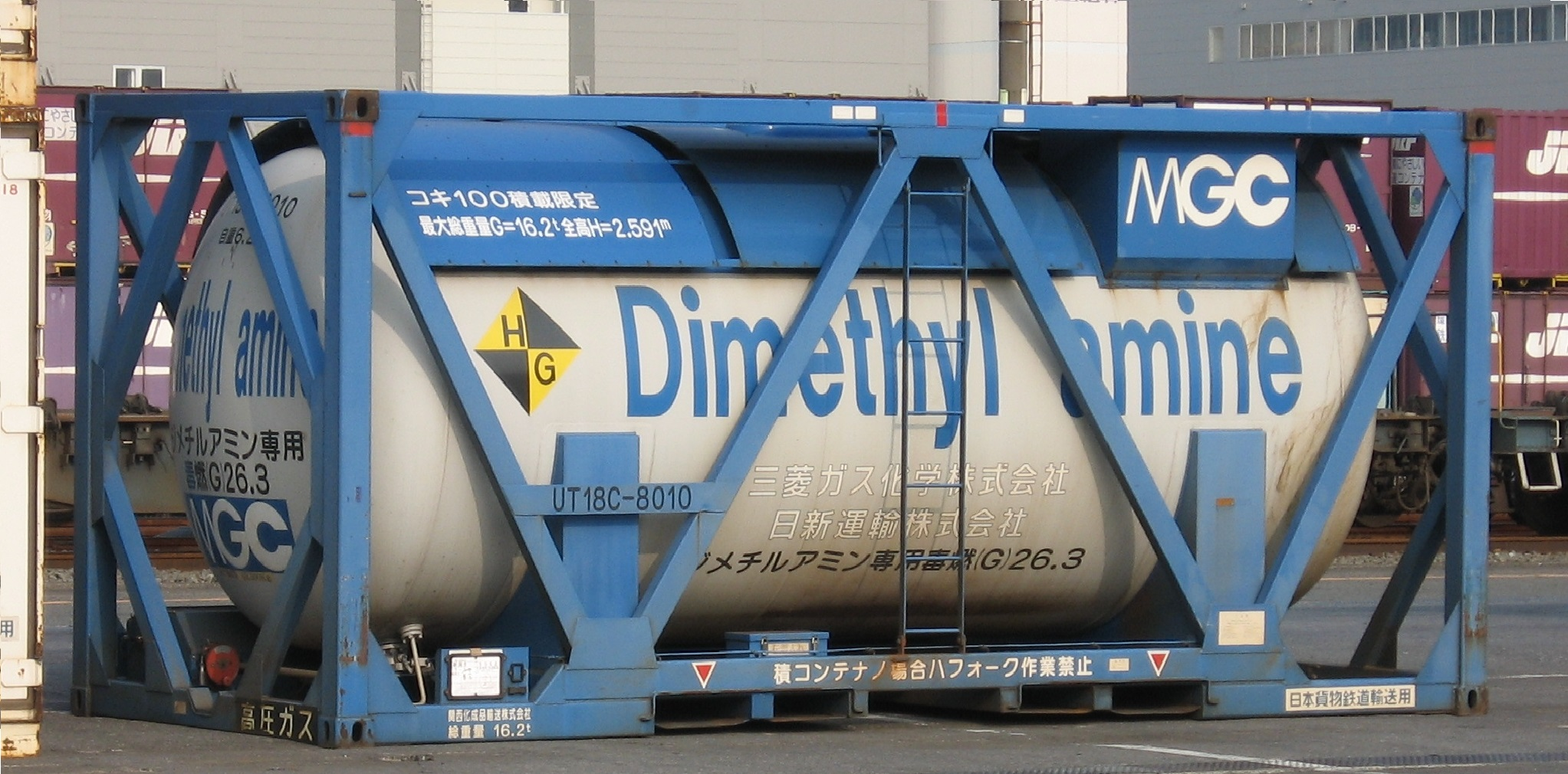
UT18C-8010 東京貨物ターミナルにて、2008年7月20日撮影。

関西化成品輸送所有、三菱ガス化学（MGC）借受。20ft、ガスタンクコンテナ。積荷はジメチルエーテル（DME）（化成品表記＝毒燃G26.3）専用。総重量16.8t。ハローマーク(G=総重量・H=全高)付き、背高仕様。タンク保護枠付き四角形外観。積荷積載時の2段積禁止。コキ50000積載禁止の標記あり。
※総重量16t超の重量級コンテナのために荷役の安全上、両側面下部のフォークポケット部位には『積コンテナの場合はフォーク作業禁止』の表記がある。
8010 ・ 8011【2個】
関西化成品輸送所有、三菱ガス化学／日新運輸借受。20ft、ガスタンクコンテナ。積荷はジメチルアミン（化成品表記＝毒燃G26.3）専用。総重量16.2t。ハローマーク(G=総重量・H=全高)付き、背高仕様。タンク保護枠付き四角形外観。積荷積載時の2段積禁止。コキ100積載限定の標記あり。
※総重量16t超の重量級コンテナのために荷役の安全上、両側面下部のフォークポケット部位には『積コンテナの場合はフォーク作業禁止』の表記がある。
8012
関西化成品輸送所有、三菱ガス化学／日新運輸借受。20ft、ガスタンクコンテナ。積荷はモノメチルアミン（化成品表記＝毒燃G26.3）専用。総重量16.2t。ハローマーク(G=総重量・H=全高)付き、背高仕様。タンク保護枠付き四角形外観。積荷積載時の2段積禁止。コキ50000積載禁止の標記あり。
8013 - 8016【4個】
関西化成品輸送所有、三菱ガス化学／日新運輸借受。20ft、ガスタンクコンテナ。積荷はジメチルアミン（化成品表記＝毒燃G26.3）専用。総重量16.2t。ハローマーク(G=総重量・H=全高)付き、背高仕様。タンク保護枠付き四角形外観。積荷積載時の2段積禁止。コキ50000積載禁止の標記あり。
8017 ・ 8018【2個】
日輪所有。20ft、ガスタンクコンテナ。積荷は液化イソブタン（化成品表記＝燃G23）専用。総重量14.0t。ハローマーク(G=総重量)付き。タンク保護枠付き四角形外観。積荷積載時の2段積禁止。
※総重量14tの重量級コンテナのために荷役の安全上、両側面下部のフォークポケット部位には『積コンテナの場合はフォーク作業禁止』の表記がある。
8019
日新運輸所有。20ft、ガスタンクコンテナ。積荷は液化ジメチルアミン+N₂ガス（化成品表記＝燃G26.3）専用。総重量15.3t。ハローマーク(G=総重量)付き。タンク保護枠付き四角形外観。積荷積載時の2段積禁止。
※両側面下部のフォークポケットがない。このために、積コン・空コンを問わず全てのコンテナ荷役では、トップリフターでの取り扱いとなる。
　　↓
MGCアドバンス所有。ほかは変更なし。
8020
三菱ケミカル物流所有。20ft、ガスタンクコンテナ。積荷は液化ブチレン（化成品表記＝燃G23）専用。総重量14.55t。ハローマーク(G=総重量)付き。タンク保護枠付き四角形外観。積荷積載時の2段積禁止。
※両側面下部のフォークポケットがない。このために、積コン・空コンを問わず全てのコンテナ荷役では、トップリフターでの取り扱いとなる。

## 外部サイト
- コンテナの絵本
- コンテナ日和